# هيتاليا: قوى المحور
هيتاليا: قوة المحور (باليابانية: ヘタリア Axis Powers، بالروماجي: Hetaria Akushisu Pawāzu) (بالإنجليزية: Hetalia: Axis Powers)‏ هي قصة مصورة للإنترنت مؤلفها (هيمارويا هيديكاز) حٌولت إلى مانغا ومسلسل أنمي.
يقدم تفسير مستعار لأحداث سياسية وتاريخية، ولفترة الحرب العالمية الثانية بشكل خاص، حيث تُعرض الكثير
من البلدان كشخصية مُجسَدة (40 بلداً حتى الآن)
هيتاليا هي كلمة مركبة من كلمة «هيتاري» عديم الجدوى أو غير نافع باليابانية، وكلمة إيطاليا (و هذا للاستخفاف
بجبن إيطاليا الذي كان ظاهراً خلال الحرب العالمية الثانية)
الأحداث التاريخية الرئيسية التي تصور بهذا العمل حدثت بين الحرب العالمية الأولى والحرب العالمية الثانية باستخدام
قالب الهجاء والكوميديا للمس وقائع معروفة وأقل من ذلك على قدم المساواة. التفاعل التاريخي والسياسي والعسكري
بين البلدان يُصور بهيتاليا كتفاعل اجتماعي وشاعري بين الشخصيات.

## الشخصيات
ألمانيا
- البلد: الجمهورية الفدرالية الألمانية
- العاصمة: برلين
- اللغة: الألمانية
- الزهرة القومية: سينتوريا
- الاسم البشري: لودفيج (Ludwig)

هو بلد فرسان معارك مكافحين نجا من الفقر واضطراب الحرب تحت ظلال ثقافة أوروبا الرائعة
وضعه عسير جداً، على اعتبار جيرانه الذين من ضمنهم النمسا العنيد وفرنسا الهائج للأبد
و إيطاليا المثير للمتاعب، ورئيسه غريب الأطوار. شخصيته جادة جداً ويتبع القوانين بحذافيرها
لكن كل ذلك الغضب المكبوت يخرج بالعادة بمجرد أن يشرب البيرة. طبيعته تميل للتشاؤم
و مهووس بالنظافة والترتيب. هواياته تشمل ادخار المال والقراءة وتنزيه كلابه وصنع الحلوى
و هو يثق بالآليات كثيراً إلى حد أن سيارته اخترقت الحمام حينما استخدم فيها نظام بحري
و لا يبدو أن هذه إحدى اهتماماته لكنه يحب التجول لرؤية المناظر في إيطاليا.
إيطاليا
- البلد: الجمهورية الإيطالية
- العاصمة: روما
- اللغة: الإيطالية
- الاتحاد: 13-3-1861
- الزهرة القومية: زهرة الربيع
- الاسم البشري: فيلتشيانو فارجاس (Feliciano Vargas)

يشار له بالجزء الشمالي لإيطاليا، شخص مرح ونشيط تحول من كونه الإمبراطورية الرومانية
أقوى أمة وذات تاريخ طويل في ما مضى إلى بلد أخرق تماماً
بكاء وطفل مدلل يعبر عن محبته في كل مكان، تولدت عنده عادة الإيماءات المضخمة عندما يتحدث
يهمهم ويدمدم بشكل مزعج، ويحب القفز هنا وهناك. يبدو وكأن شيء ما منقوع داخل جسمه
هواياته الطبخ والنوم والرسم والتصميم والغناء، يعشق الباستا والبيتزا والجبن.
تعوزه المسئولية، لكن لسبب ما الأمم الأخرى تتجاهل ذلك. مع أنه يعتمد على لودفيج كثيراً
إلا أنه لا يستمع له بجد.
اليابان
- البلد: اليابان
- العاصمة: طوكيو
- اللغة: اليابانية
- الزهرة القومية: زهرة الكرز-الأقحوان
- الاسم البشري: هوندا كيكو (Honda Kiku)

بلد صغير ظهر في النصف الأخير من التاريخ ولم يستغرق أكثر من عقود معدودة ليصبح بلد قوي في الشرق
كبلد متكون من جزيرة، فهو يضم ثقافات وعادات متميزة ترى البلدان الأخرى أنها غامضة مع أنه
يعتقد أنه عادي تماماً. شخصيته لا تعرف الكثير عن العالم، لكنه يحب التعلم من الأمم الأخرى
فقد كان منعزل عن العالم قرابة 200 عام.
يتصرف كرجل عجوز، هادئ جاد ويعمل بجد وماهر بيديه، ويحتاج لبعض الوقت ليعتاد على الآخرين.
يحب مشاهدة تبدل الفصول بتأمله للزهور والقمر، يعتبر الأناقة هي الأفضل، كما أنه أوتاكو " مولع بالأنمي.
بريطانيا
- البلد: المملكة المتحدة لبريطانيا العظمى وأيرلندا
- العاصمة: لندن
- اللغة: الإنجليزية
- الزهرة القومية: النرجس - وردة تيدور
- الاسم البشري: آرثر كيركلاند (Arthur Kirkland)

إمبراطورية ماطرة، كان قرصاناً ثم أصبح نبيلاً، كان في السابق خاضعاً لفرنسا لكن بعد احتلاله للجزء الشمالي من أراضي فرنسا وتعامل معه بعنف تسبب بإفساد علاقتهما وهما الآن صحبة بالعداوة. كقرصان
سابق كان يعذب أسبانيا وينشئ المستعمرات هنا وهناك وفي كل مكان. كان ولد عنيف تماماً. ساخر، يكره الخسارة وعنيد قليلاً. للوهلة الأولى يبدو بارداً لكنه يصبح مخلصاً بشكل مدهش لأي شخص يصادقه
سليط اللسان يميل إلى الكلام القاسي، لكنه ليس شخصاً سيئاً. يحب الأرواح والأشباح، الجن والسحر والأساطير إلى حد أن لديه قائمة بالأماكن المسكونة وجولات الأشباح أيضاً. من اهتماماته التطريز والمهارات
اليدوية والقراءات الأدبية وموسيقى الروك وانتقاد أفلام الفريد بقسوة، يقال أن طبخه سئ وهذا ما سبب لألفريد ذوقه السئ بالطعام «إشارة للأطعمة الأمريكية السريعة». آرثر سئ بالتعبير عن نفسه لذا يسئ
الآخرون فهمه لكنه في الحقيقة شاعري. حين يسكر يتحول من رجل نبيل إلى معتوه عنيف ولاذع، يتوق دوماً للأيام الخوالي التي كان بها عظيماً. ذكر في المسلسل أن له إخوة واحد يمثل سكوتلاندة، وآخران هما
ويلز وأيرلندا الشمالية، يكرهونه وكانوا يطردونه دوماً بالسهام والحجارة حين كان صغيراً، وتعدا الأمر بارسال اللعنات له خلال البريد. إنه أمة يظهر دوماً على شاشة التلفاز بسبب فضائح أخلاقية سخيفة.
روسيا
- البلد: روسيا «الاتحاد السوفيتي سابقاً»
- العاصمة: موسكو
- اللغة: الروسية
- الزهرة القومية: تباع الشمس
- الميلاد: 30 ديسمبر
- الاسم البشري: إيفان براجينسكي (Ivan Braginski)

أمة شمالية عملاقة تعذبت منذ الطفولة. في كل الحالات مهما يفعل فللفودكا طرف بذلك إنها وقوده. كلما أراد أن يغزو الجنوب لاحتلاله، يقف إنجلترا في طريقه، لذا فهو يريد أن يلكمه بصدق
شاب يبدو ذو قلب كبير ووجه طفولي برئ، لكنه في الحقيقة قاس بشكل طفولي. يصبح مخيفاً دون أن ينبس بكلمة، ابتسامته اللطيفة وطبعه يزيدان من هالة الرهبة التي ترافقه باستمرار.
إيفان ينهي عباراته دوماً بـ «دا» كلمة روسية تعني «نعم» وهي تأكيد للعبارة باللغة اليابانية. تعذب بطفولته كثيراً، حيث رأى الكثير من المآسي والحروب، التي شوشت عقليته. لأن جنرال
الشتاء يهاجمه كل سنة، فهو يكره الشتاء، مع ذلك كلما نشبت هناك حرب يصبح جنرال الشتاء أفضل حليف له. يحلم أن يعيش يوماً ما في مكان دافئ محاط بأزهار تباع الشمس
«كول كول كول كول» حين يصبح إيفان منزعجاً يستخدم هذه الترنيمة لتهديد واخافة الآخرين ليخضعوا. هناك تفسيرات عدة لها منها، أن الأسلوب المفضل لقيصر روسيا إيفان الرهيب للتعامل
مع التمرد هو الخازوق
«نا كول» تعني يخوزق بالروسية، فلربما إيفان يخوفهم من الخوزقة. وتفسير آخر أن إيفان يحذر الآخرين «كولكول» تعني جرس بالروسية، والجرس يستخدم عند التحذير من خطر قادم.
فرنسا
- البلد: الجمهورية الفرنسية
- العاصمة: باريس
- اللغة: الفرنسية
- الميلاد: 14 يوليو
- الزهرة القومية: سوسن
- الاسم البشري: فرانسيس بونيفوي (Francis Bonnefoy)

كان في السابق أمة ضخمة في أوروبا حيث كانت القارة على راحة يده. منذ أن وّلد إنجلترا وهما في نزاع بينهما ويحاولان إثبات أيهما الأفضل. منذ وفاة نابليون، وهو سئ في الحروب
لكنه أصبح بلداً معروفاً باستقطابه للسياح بنبيذه. مغرور جداً، يحب نفسه كثيراً حتى أنه لا يكلف نفسه تعلم التحدث بالإنجليزية ويعتبر اللغة الفرنسية هي لغة الحب. مفتون بغالبية الأمم، حنون جداً
يعشق الأشياء الجميلة وهذا يشمل الإناث والذكور حتى لو لم تكن بشرية، ومعروف بتعليقاته الجنسية الفاضحة في كل فرصة يراها.
صين
- البلد: جمهورية الصين الشعبية
- العاصمة: بيكين
- التأسيس: 221 ق.م
- العمر: 6000
- اللغة: الصينية
- الزهرة القومية: البيوني
- الاسم البشري: وونج ياو (Wang Yao)

لا شك بأنه أحد أقدم الأمم الباقية إلى الآن. له تاريخ طويل جداً وأقاليم واسعة وهو جذر الثقافة الآسيوية. منذ زمن بعيد كانت تتخلله النزاعات التي تغير البلد، لكن أناسه لا يتغيرون، عماله سريعون في حسبة
التكلفة والفوائد، وصريحين بالتعبير عن مشاعرهم. هو أيضاً متدين ويؤمن بالخرافات كثيراً مهما تغير الزمن، ولأن أمته معروفة بتنوع طعامها فهو ينزعج ويلح إن كان هناك طعام بنكهات نموذجية يحاول
أن يتصرف كأخ أكبر للبلدان الآسيوية الأخرى لكنهم لا يعاملونه كذلك. ينهي عباراته دوماً بـ «آرو» وأحياناً ينهيها بـ «أهـين = أفيون» حين يتحدث مع آرثر «إنجلترا» يعشق الطعام ولديه نقطة ضعف للأشياء
الظريفة «الباندا وهيلو كيتي»
يحزن كثيراً حين يتذكر خيانة كيكو«اليابان» الذي يعتبره كأخ أصغر. حيث هاجمه كيكو بسيفه مسبباً ندبة في ظهره وكيف أن الحرب قد غيرته. بالرغم من علاقته المقربة من إيفان «روسيا» على مدى تاريخهما
فإن يـاو متشكك ومتخوف من جاره الشمالي خاصةً بعد الانفصال الصيني السوفيتي. بالمقابل إيفان يظل يلاحق ياو خصوصاً وهو متنكر بزي الباندا، فله اهتمامه الخاص به، وهو يكره آرثر لإيقافه لزحفه الجنوبي في آسيا.
أمريكا
- البلد: الولايات المتحدة الأمريكية
- العاصمة: واشنطن دي سي
- اللغة: الإنجليزية
- يوم الاستقلال: 4 يوليو
- الزهرة القومية: أكويلجيا
- الاسم البشري: ألفريد. إف جونز (Alfred F.Junes)

أمة رواد يفكرون بكل شيء من ناحية إيجابية، سريعين بالتصرف. ألفريد مرح ونشيط ومع ذلك شاب مغرور إلى حد ما، مهووس بالأبطال والعدالة والحرية معتاد على دس أنفه بشؤون الآخرين، وهذا ما يصعب
عليه الحصول على أصدقاء. يحب الهامبرجر والأطعمة السريعة، ويمكنه أكل أشياء غريبة اللون وغير قابلة للأكل لوراثته ذوق أو بالأحرى «عدم ذوق» آرثر. كما أن الفريد معروف بأنه لا يحس بالأجواء من حوله
بوجود الآخرين هذا لا يعني أنه لا يقدر على تخمين الأوضاع بل إنه لا يريد فحسب.
هواياته الألعاب وصناعة الأفلام الرسم السريع وعلم الآثار والمغامرات. يُظهر على أنه جاهل بالجغرافيا خارج منزله، معتقداً أن خريطة الولايات المتحدة هي خريطة العالم وأنه يمكنه الوصول للبلدان الأخرى بالسيارة
ألفريد مهووس بالأبطال والنهايات السعيدة ويأمل أن يكون مستقبله كذلك. مع أنه يصادق مخلوق فضائي يدعى توني، إلا أنه لا يؤمن بأصدقاء آرثر السحريين الجن والحصان وحيد القرن.
نمسا
- البلد: جمهورية النمسا
- العاصمة: فيينا
- اللغة: الألمانية
- الزهرة القومية: إدلفايس
- الاسم البشري: رودرتش إدلستاين (Roderich Edelstein)

سُلطة عظمى محايدة. بأناقة وُلدت من عائلة هابسبورغ يفتخر بأيامه المجيدة الفائتة. مبدئياً كان منعزلاً إلى أن حُمل أعباء كثيرة. فقد رُبي كسيد منذ صغره
لا ينسجم أبداً مع فرنسا لأنه يتحرش ويستخف به دوماً. شخصيته متفائلة وهادئة أكثر من لودفيج «ألمانيا» ولأنه عنيد قليلاً فقد وضع على الهامش. يحب الفنون والموسيقى والكيك خاصة أطباق بلده.
يعطي الأولوية لهواياته أكثر من أعماله، مقارنة بألمانيا فهو أيضاً متحدث لبق وفصيح العبارة هو من النوع الذي لا يحب الخروج في الهواء الطلق ويخشى الحيوانات البحرية «كالسرطان ونجم البحر»
إسبانيا
- البلد: مملكة إسبانيا
- العاصمة: مدريد
- اللغة: الإسبانية
- الميلاد: 12 فبراير
- الزهرة القومية: القرنفل
- الاسم البشري: أنطونيو فرنانديز (Antonio Fernandez)

مملكة في جنوب أوروبا ربتها الشمس، لديها طبيعة وافرة ومناخ دافئ. كان أمة ذات سلطة عظيمة جابت العالم بسفنها التجارية، لكن بعد ذلك عذبتها إنجلترا وضُربت من قبل أمريكا الصغيرة، فغمرها الفقر
و الحرب منذ أن جردت من منصبها كقوة عظمى لكنه اجتاز تلك المصاعب بتفاؤل إسباني شخصيته بشوشة يحب الناس وينشر أجواء الريف في كل مكان، أطباقه المفضلة الطماطم ثم الطماطم ثم الطماطم! والحلوى
أنطونيو ودود وحنون على لوفينو فارجاس «رومانو الجزء الجنوبي لإيطاليا والأخ الأكبر لفليتشيانو فارجاس الجزء الشمالي لإيطاليا» حيث رباه منذ صغره وأصبح تحت حكمه. أصدقائه المقربين والذين يمرح
معهما دوماً هما فرنسا وبروسيا. أما رودرتش «النمسا» فقد استولى عليه قبل الحرب الإيطالية وأصبح جزءً من عائلة هابسبورغ من خلال اتحاد متفق عليه فأصبحا حليفين مقربين
في حرب الخلافة الإسبانية، بعدها أصبح أنطونيو حليف فرنسا وبروسيا في حرب الخلافة النمساوية.
أوكرانيا
- البلد: جمهورية أوكرانيا
- العاصمة: كاييف
- اللغة: الأوكرانية
- الميلاد: 24 أغسطس
- الزهرة القومية: تباع الشمس
- الاسم البشري: كتيوشا يكترينا (Katyusha Yekaterina)

كتيوشا هي الأخت الكبرى لإيفان «روسيا» وبيلاروس. تتورط بالمشاكل باستمرار يصفها أخوها بالطيبة والأمومة فهي التي اعتنت
به وبأخته الصغرى حينما كانوا صغاراً ويشير بأنها بكاءة بعض الشئ، هي التي منحت إيفان الوشاح الذي يرتديه للآن.
ليثوانيا
- البلد: جمهورية ليثوانيا
- العاصمة: فيلنيوس
- اللغة: ليثوانية
- الميلاد: 14 فبراير أستقلت عن الاتحاد الوفيتي
- الزهرة القومية: الفيجن
- الاسم البشري: توريس لورينايتس (Taurys Gaurinaitis)

أكبر البلطيقيين الثلاثة، سيطر توريس على وسط وشرق أوروبا في العصور القديمة
إلى أن اخذه إيفان. بعد انهيار الاتحاد السوفيتي حصل على استقلاله وذهب ليستعيد
تقويمه مع فيليكس «بولندا»
إنه شخص ودود يحب الاعتناء بالآخرين. انطوائي لكن بمجرد أن يعتاد على أحد يدخله إلى قلبه
يستغله الآخرون بسهولة، ويُحزِن نفسه إلى حد أن يصاب بالمغص
يحب الفنون القتالية والأدب، دقيق بالنكهات ومعروف باستخدامه لعدة نكهات من الكاتشاب والمايونيز في اليوم الواحد.
إستونيا
- البلد: جمهورية إستونيا
- العاصمة: تالين
- الميلاد: 24 فبراير استقلت عن الاتحاد السوفيتي
- الطائر القومي: السنونو
- الاسم البشري: إدوارد فون بك (Eduard Von Boch)

كتلميذ متفوق بين ولايات البلطيق فإنه يعتبر الأوفر حظاً بين الثلاثة
فقد نهض من لهيب الحرب وهو الآن يستقطب الكثير من السياح حول العالم بمناظر شوارعه الجميلة
إنه لطيف ودمث الخلق يمشي بشكل حسن، لذا فقد أسس علاقات جيدة مع الأمم الأخرى. كما أنه
ماهر في جبهة الاقتصاد والمال. لكن بما أنه يعمل على مقياسه ولا ينتبه لما حوله، فهو لا يثير الكثير
من الانتباه بالرغم من أنه تلميذ متفوق.
لاتفيا
- البلد: جمهورية لاتفيا
- العاصمة: ريغا
- اللغة: اللاتفية
- الميلاد: 18 نوفمبر
- الزهرة القومية: مارجريت
- الاسم البشري: ريفيس جالانت (Raivis Galante)

الأصغر بين ولايات البلطيق الثلاثة، عمل بجد بارادته المستميتة بالرغم من استيلاء
الألمان الصليبيين عليه، عاش مع رابطة لثوانيا - بولندا وقُسم لنصفين، ووقوع بحوزة إيفان
شخصيته متسامحة، لكنه خجول وهادئ ومنغلق قليلاً
يحب الشعر والروايات الرومانسية. غالباً ما يفعل ويقول أشياء ممنوعة فيتسلط عليه إيفان.
هنغاريا
- البلد: جمهورية هنغاريا
- العاصمة: بودابست
- اللغة: الهنغارية
- الميلاد: 8 يونيو
- الزهرة القومية: جيرونيوم - التوليب
- الاسم البشري: إليزابيتا هيدرفاري (Elizabeta Hedervary)

منذ زمن بعيد كانت هنغاريا بلاد بدوية تطارد الخيول بالسهول. بعد أن استقرت أصبحت
بلد يرثى لها ويحتلها الآخرون بشكل مستمر. لأن الأمم الأخرى لم تكن لطيفة معها، تحب
النمسا لأنه كان البلد ألأكثر لطفاً معها. النظام الملكي للنمسا وهنغاريا وصلا لتسوية بأن
يدعمان بعضهما في القتال.. بمعنى آخر طلب المساعدة من النمسا على الأرجح
تفتخر هنغاريا بالاتحاد الذي كان بينها وبين النمسا مع أنه لم يدم إلا لفترة قصيرة.
بولندا
- البلد: جمهورية بولندا
- العاصمة: وارسو
- اللغة: البولندية
- الميلاد: الاستقلال 11 نوفمبر
- الزهرة القومية: الثالوث
- الاسم البشري: فيليكس لوكسيفيك (Feliks Lukasiewicz)

كان قوة عظمى سيطرت على وسط وشرق أوروبا مع شريكه ليثوانيا خلال القرون الوسطى
بسبب انحطاط وفساد الملكية، خسر منصبه كأمة عظمى وانقسم لأجزاء مع ذلك كان ينتعش
باستمرار ويقف على قدميه مجدداً، وهو مشهور بنشيده الوطني الرائع
من المدهش أنه خجل، ومن العسير محاولة التقرب منه. لكن بمجرد أن يعتاد عليك وتعتاد عليه
يصبح الأمر أكثر مشقة. هو في موضع استغلال للبلدان الأخرى والسبب في الغالب لأنه يتصرف قبل أن يفكر
لكن بسبب علاقته الجيدة مع ليثوانيا فلا محل للتساؤل والشك حين يلتقيان معاً.
كندا
- البلد: كندا
- العاصمة: أوتاوا
- اللغة: الإنجليزية-الفرنسية
- الميلاد: 1 يوليو
- الزهرة القومية: تريليوم
- الاسم البشري: ماثيو ويليامز (Matthew Williams)

شاب رقيق القلب سهل الانقياد ولطيف يكره القتال، الدب القطبي كوماجيرو يرافقه دائماً. لقد كانا معاً لزمن طويل من دون أن يعرفا بعضهما
لذا فماثيو لا يذكر اسم الدب والدب لا يذكر صاحبه يكره أن يشتبهه أحد بألفريد «أمريكا» لتعرضه للمتاعب بسبب حوادث تسبب بها ألفريد
يحاول أن يظهر جاذبية وتميز كندا بطرق مختلفة ليعرفه الآخرون الذين ينسون وجوده دائماً لكن حين يضطر للقتال يصبح شرساً، حتى أنه تمكن مرةً من
جعل ألفريد يبكي بعد مجادلة دامت أكثر من 3 ساعات منتقداً ومشيراً لكل واحدة من غلطاته وعيوبه.
بيلاروس
- البلد: جمهورية بيلاروس
- العاصمة: مينسك
- اللغة: البيلاروسية-الروسية
- الميلاد: 25 أغسطس
- الزهرة القومية: سنتوريا
- الاسم البشري: نتاليا أرلوف سكايا (Natalia Arlovskaya)

هي أخت إيفان الصغرى، شابة مرعبة قاسية مفتونة بروسيا أخوها الأكبر لكنه لا يشعر نحوها إلا بالاضطراب من تواجدها
تُظهر نتاليا وهي تحمل سكيناً في بعض الأحيان وبشكل ملحوظ في الاجتماع العالمي
حيث كانت تسلطها على رقبة لاتفيا حين كان إيفان يفزعه.
سويسرا
- البلد: الاتحاد السويسري
- العاصمة: جينيف
- اللغة: الفرنسية-الإيطالية...
- الميلاد: 1 أغسطس
- الزهرة القومية: إدلفايس
- الاسم البشري: فاش زوينجلي (Vash Zwingli)

دولة محايدة تبدو منعزلة اجتماعياً عن العالم، محاطة بجبال الألب مع أن لدى سويسرا وجه مسالم، فهي أكبر منتج للأسلحة في العالم، ولديها
أكبر قوة عسكرية والمحفظة المالية للعالم أجمع، بهذا تصبح دولة محايدة للأبد فلن تتمكن الأمم الأخرى من لمسها.
وُّلدت بالأصل من اتحادات ومعاهدات قوية، ولأنه ليس له الكثير من العلاقات مع الأمم الأخرى فهو يكره الدخلاء«الأجانب»
يعمل بمهمة بكل جد حتى ينهيها، وله انجازات ماضية كونه مستأجر من قبل الفاتيكان.
اليونان
- البلد: الجمهورية اليونانية
- العاصمة: أثينا
- اللغة: اليونانية
- الميلاد: 28 أكتوبر
- الزهرة القومية: الزيتون
- الاسم البشري: هرقل كربيوسي (Heracles Karpusi)

مصدر الحضارة اليونانية. يفتخر بأطباق زيتونه وبالمنظر الساحر الذي يحييه بحر إيجه الدافئ
أُحتٌّل عدة مرات من قبل جاره تركيا. فالعلاقة بينهما سيئة جداً لحد أنهما لم يتفقا على الهدنة إلا مؤخراً
شخصيته رزينة، لكنه يبدو بالعادة مرتاح البال. يحب أن يغفو كثيراً ويحب النوم. ومع أنه يبدو أن رأسه
فارغ فهو يعشق الفلسفة والتاريخ، وغالباً ما يشاهد مع القطط " إشارة إلى كثرة القطط الشاردة في اليونان.
فنلندا
- البلد: جمهورية فنلندا
- العاصمة: هلنسكس
- اللغة: الفلندية-السويدية
- الميلاد: 6 ديسمبر استقلت عن الاتحاد السوفيتي
- الزهرة القومية: زنبقة الوادي
- الاسم البشري: تينو فينامونين (Tino Vainamoinen)

بلاد تملئها الطبيعة ومعروفة بالشفق القطبي الشمالي مختصة بالزراعة وعلم الجراحة والآليات ذات التقنية العالية وبالعديد من ذوو المواهب المختلفة
صادق وهادئ وحالياً هو في قتال مع إنجلترا من ناحية الذوق، كان تابعاً للسويد وروسيا لكنه تمكن من الحصول على استقلاله بعد أن كافح ضد
هذين البلدين ويعمل الآن بجد ويحب المهرجانات، فكل سنة يفكر بمهرجانات غريبة لا تتخيلها البلدان الأخرى.
لايشتن ستاين
- البلد: لايشتن ستاين
- العاصمة: فادز
- اللغة: الألمانية
- الميلاد: 12 يوليو
- الاسم البشري: لايشتن ستاين (Liechtenstein)

توصف بأنها ذات تقنيات عالية، بشخصية متواضعة وناضجة، وذات وجهة نظر واضحة
تناقلتها العديد من الأمم، وعانت حياة عصيبة وصعبة إلى أن تُبنيت من قبل سويسرا.
بيتر كيرك لاند
أصغر بلد في العالم، فهو نتيجة لخروج إنجلترا إلى المحيط. من واقع أنه لا يعتبر بلد حقيقي فلا أحد من الأمم يأخذه على محمل الجد هو في الأصل
مصنوع من الفولاذ ويمكنه إطلاق الصواريخ التي يعتبرها مهولة بقوتها لكن بيتر يؤمن بأنه يوماً ما سيصبح إمبراطورية ضخمة
حتى أخوه إنجلترا سينحني له مؤخراً أصبح يبيع مراتب النبالة لأمريكا واليابان.
لوفينو فارجاس، رومانو
النصف الجنوبي لإيطاليا. بلد مرح ونشيط تحول من روما الإمبراطورية العظمى إلى بلد أخرق في هيتاليا يٌعرف باسم رومانو. لا ينسجم كثيراً مع
أخيه فليتشيانو«النصف الشمالي» ربما بسبب الانفصال عنه لفترة طويلة حتى بعد الاتحاد ودود مع الفتيات لكنه صارم وغير اجتماعي
مع الرجال، وهو صادق مع نفسه يكره ألمانيا وفرنسا، هواياته تشمل الزراعة والطبخ والنوم، شخصيته وثقافته
و ذوقه موروثة من أسبانيا ويعشق الطماطم والباستا.
جيلبيرت بيلشميتد
بلد ولد ليقاتل نفس المعركة التي يقاتلها النمسا، لكن بعكس النمسا فقد استطاع أن يتحاشى أي زيجات ولا يفعل شيء سوى القتال فهو كقاطع طريق.
مخلص لقادته ويحب فريدريك الثاني كثيراً. يفعل أي شيء ليصبح قوياً ويعتقد أنه الأفضل مع أنه لم يفلح في تحقيق هدفه. عادةً ما يشير لأخيه
الأصغر لودفيج بالغرب ويكره إيفان ولا ينسجم مع رودريتش «النمسا» لكنه يستمتع مع فليتشيانو.
روما القديمة
كان الحاكم للبحر المتوسط والإمبراطورية الرومانية العظمى. لديه الكثير من الأحفاد الأغبياء،
يحب الرسم والنحت الموسيقى والفنون بإفراط وأيضاً الطعام والغادات الحسناوات
حين يرى رجلاً قوياً يُثار حماسه، وقع بحب أُما مصر واليونان «مصر القديمة واليونان القديمة»
من أول وهلة، أحفاده شمال إيطاليا " فليتشيانو فارجاس " وجنوب إيطاليا " لوفينو فارجاس.
جيرمانيا
يمثل القبائل الجرمانية أو المنطقة الجرمانية لا يُعرف عنه الكثير إلا أنه قليل الكلام وقيل أنه
محارب قاسي كان حارساً لروما، أو كما قيل أنهما كانا حليفين في أيام ما قبل الميلاد ومفترض
أنهما أصبحا عدوين بعد الميلاد فقد سدد جرمانيا ضربة قاضية لروما ومات بعد فترة من ذلك
أحفاده هم الإمبراطورية الرومانية المقدسة وبروسيا وألمانيا وبافاريا والنمسا.
الإمبراطورية الرومانية المقدسة
حفيد جيرمانيا. يبدو قويا لكن بنيانه ضعيف عاش لمئة سنة تقريباً كان يحب إيطاليا إلى حد أن بيته قد انهار ولم يهتم لذلك
بفضل النمسا تمكن من أن ينهض ويجتاز المحنة لكن بسبب خوضه في حرب الثلاثون عاماً انهار بعد فترة طويلة من القتال.
إيطاليا الصغيرة
إيطاليا عندما كان صغيراً، لا يعرف شيئاً كما هو كبير. كان فنان مبدع
و دائماً جائع، كان تحت سلطة النمسا. من منظره الظريف واللطيف كان يعتقده البعض بنتاً.

## المصطلحات
الآلام الجسدية
الأمم تشعر بالألم حين يحدث صراع سلطة في حكوماتهم أو أراضيهم، وأيضاً حين تصاب بكارثة.
الرئيس
الزعيم السياسي للبلد. مع أن البلدان لها سلطتها إلا أنها تذعن لرؤسائها ولا أو (لا تستطيع) التدخل بقرارات ومخططات الرئيس. مثال على ذلك
رئيس غير واضح الهوية لأمريكا
ماريا تريزا ملكة النمسا
أدولف هتلر تعرض صورته في خلفية معاهدة الفولاذ
فردريك الثاني كملك بروسيا
باستثناء الصين الذي يصور رئيسها تنين عملاق.
الإصابة بالزكام
حين يصاب اقتصاد بلد ما بالركود أو بأزمة، يتسبب ذلك بإصابته بالزكام
إنجلترا أول شخصية تصاب بذلك، بينما أمريكا لا يعلم حتى ما هو الزكام إلى أن يصاب به يوماً
و تنتشر عدواه بسرعة للأمم الأخرى " كناية عن أزمة الكساد الذي اجتاح أمريكا.
العائلة
إن اشتركت أمم بتاريخ أو ثقافة معاً، تصور أحياناً وكأن بينهم صلة قرابة بشكل ما.

## من ضمن أمثلة القرابة التي لا صلة لها بالدم تشمل
- إنجلترا الذي تبنى أمريكا ورباه كأخ أصغر. بالتالي أصبح أمريكا غريب عن إنجلترا بعد أن أعلن عن استقلاله.
- بخوضه حرب الثورة ضد إنجلترا.
- فرنسا الذي ربى كندا وستشيليز.
- سويسرا الذي تبنى لايشتن ستاين اليتيمة وأصبح أخاها الأكبر.
- السويد الذي اشترى سيلاند وتبناه كابن له.
- ولايات البلطيق لثوانيا واستونيا ولاتفيا مع تقاربهم من بعض لكنهم لا يميزون بعضهم كإخوة.
- الصين الذي ربى كل من كوريا واليابان كأخوين صغيرين.

## أمثلة القرابة بالدم
- أمريكا وكندا كأخوة.
- إنجلترا وأخوته الكبار " آيرلندا ويلز سكوتلاندا.
- بلجيكا وأخوها هولندا وقريب آخر لوكسمبورغ.
- روسيا وأختاه أوكرانيا وبيلاروس.
- روما القديم وحفيداه إيطاليا الشمالي وإيطاليا الجنوبي.
- جيرمانيا ونسله: الإمبراطورية الرومانية المقدسة وبروسيا وألمانيا«اللذان يُعرفان كأخوة» الساكسون وبفاريا والنمسا.
- اليونان القديمة وابنها اليونان.
- مصر القديمة وابنها مصر.
- المجر ونسله تركيا وهنغاريا.
- النرويج وأخوه آيسلندا.

## العلاقات
الأصدقاء
الأمم التي شكلت حلف تاريخي بطرقة ما تُصور على أنهم أصدقاء مثلاً:
- ألمانيا وشمال إيطاليا ثم اليابان بعد توقيع المعاهدة الثلاثية.
- اليونان واليابان.
- لثوانيا وبولندا.
- إنجلترا وأمريكا واليابان.

الزواج
استخدم للدلالة على اتحاد أمتين لتصبحان أمة واحدة بمثل حالة النمسا وهنغاريا اللذان
اتحدا بالمعاهدة النمساوية الهنغارية لكن اتحادهما لم يدم إ لا لفترة قصيرة
و في حالة عرض فرنسا الذي مزقته الحرب لإنجلترا بالاتحاد، لكنه رُفض.
المشاركة بالمنزل
أمة تُلحق أو توضع تحت سلطة أمة أخرى مثل:
- إلزام النمسا بالعيش مع ألمانيا " بأمر من رئيس ألمانيا.
- سيطر روسيا على ولايات البلطيق وأختاه، كجزء من الاتحاد السوفيتي. سيطر أيضاً على فنلندا لفترة.
- اضطرار السويد وفنلندا للعيش تحت حكم الدنمارك. إلى أن هربا منها أخيراً.

المرض
أوضاع سياسية شديدة تسبب المرض للأمم، وكوارث في أراضيهم. إحداها لعنة روسيا لليابان
التي جعلته يمرض في نفس وقت حدوث زلزال كانتو العظيم
و في حالة إنجلترا الذي أصابه المرض إلى حد الموت بعد فشل تجربته للبانجن درم الذي انفجر.
كلمات أخيرة
قد يبدو المسلسل مملاً للبعض لكنه بدون شك ممتع ومفيد ومسلي خاصة للذين لديهم خلفية ولو بسيطة عن تاريخ البلدان والسياسة
فقد حصل على تقييم عالي جداً من المتابعين، كما أنه استطاع أن يستدرج الإناث لعالم السياسة الذي لطالما اعتقدن أنه موضوع
جاف ويثير الملل.
هذا العمل انتج منه للآن موسمين أي 50 حلقة، الحلقة 51 و52 ستصدران في شهر مارس. كما أنه قد أعلن أن الموسم
الثالث وفيلم هيتاليا سيتم إنتاجهما خلال عام 2010 بدءً من شهر مارس.

## وصلات خارجية
- هيتاليا: قوى المحور على موقع أنستازيا أنمي (العربية)
- Hidekaz Himaruya's official manga Kitayume website (باليابانية)
- Official Gentosha Comics Hetalia: Axis Powers website (باليابانية)
- Official Hetalia anime website (باليابانية)
- Official Funimation Hetalia website
- Official Digital Edition of Hetalia on TOKYOPOP's profile through Zinio
- هيتاليا: قوة المحور على موقع IMDb (الإنجليزية)
- هيتاليا: قوة المحور على موقع فيلمافينيتي (الإسبانية)
- هيتاليا: قوة المحور على موقع كينوبويسك (الروسية)
- هيتاليا: قوة المحور على موقع ميوزك برينز (الإنجليزية)
- هيتاليا: قوة المحور على موقع قاعدة بيانات الفيلم (الإنجليزية)
- هيتاليا: قوة المحور على موقع ANN anime (الإنجليزية)
- هيتاليا: قوة المحور على موقع ANN manga (الإنجليزية)